# David Macháček
David Macháček (* 11. srpna 1970) je český investigativní novinář, redaktor a režisér. Roku 1993 ukončil Strojní fakultu ČVUT, od roku 2000 pracoval jako redaktor v MFD, Hospodářských novinách a v Aktualne.cz. Od roku 2006 byl reportérem pořadu Reportéři ČT, kde působil až do roku 2019. Od roku 2020 působí v Českém rozhlase.
Ve svých reportážích se zabývá konkrétními přehmaty úřadů a ochranou kulturních památek. V roce 2008 a 2009 získal opakovaně Cenu Respektu na Mezinárodním festivalu dokumentárních filmů v Jihlavě. Roku 2010 získal první cenu v soutěži "Prix Non pereant" na ochranu památek a roku 2011 třetí cenu tamtéž.